# Hortoneda (Clariana de Cardener)
Hortoneda és una de les quatre entitats de població del municipi de Clariana de Cardener (Solsonès). No té cap nucli de poblament agrupat.

## Poble

### Història
Hortoneda és un nucli de poblament dispers que ja apareix esmentat a la documentació medieval des del segle xi amb el nom d"Orto Regis" i l'església de Sant Pere. Judicialment Hortoneda formava un castell o quadra pròpia integrada dins del vescomtat de Cardona. A nivell religiós, aquest nucli formava una sufragània, Sant Pere d'Hortoneda, que depenia de la parròquia de Sant Martí de Riner.
L'any 1252 Ponç IV de Cervera i la seva muller Romia vengueren el terme "qui vocatur Ortoneda" a Ponç de Vilaró pel preu de 4.200 sous barcelonesos. Aleshores el castell d'Hortoneda tenia uns 11 masos repartits entre el territori circumdant. Al llarg de la baixa edat mitjana el nombre de masos afocats d'Hortoneda es redueix considerablement fins a quatre masos, nombre que perdurarà durant tota l'època moderna i bona part de la contemporània.
Aquests masos eren: Can Blanc, Cal Miró, la Codina i l'Oliva. Depenent del moment històric, altres cases veïnes com Gargallosa, Través o can Nadal, també eren considerades part del terme castral d'Hortoneda o de la seva sufragània.
L'església de Sant Pere d'Hortoneda està adossada a la casa de Can Blanc. Tot i l'origen romànic del petit oratori, l'aspecte actual és fruit de les reformes que va patir a principis de segle xvi i que van culminar durant les dècades següents amb la instal·lació d'un vistós campanar d'espadanya.
Durant el segle xix, Hortoneda va perdre les seves condicions jurídiques i religioses tradicionals. A nivell eclesiàstic va passar a ser una sufragània de la parroquial de Santa Susanna, i a nivell administratiu es va annexionar al municipi de Clariana del Cardener.

### Demografia
| Evolució demogràfica |            |            |            |                   |                   |                   |       |
| Any                  | Nucli urbà | Nucli urbà | Nucli urbà | Poblament dispers | Poblament dispers | Poblament dispers | Total |
| Any                  | Homes      | Dones      | Total      | Homes             | Dones             | Total             | Total |
| 2000                 | 0          | 0          | 0          | 13                | 9                 | 22                | 22    |
| 2001                 | 0          | 0          | 0          | 13                | 9                 | 22                | 22    |
| 2002                 | 0          | 0          | 0          | 15                | 8                 | 23                | 23    |
| 2003                 | 0          | 0          | 0          | 14                | 10                | 24                | 24    |
| 2004                 | 0          | 0          | 0          | 16                | 11                | 27                | 27    |
| 2005                 | 0          | 0          | 0          | 16                | 10                | 26                | 26    |
| 2006                 | 0          | 0          | 0          | 14                | 9                 | 23                | 23    |
| 2007                 | 0          | 0          | 0          | 14                | 8                 | 22                | 22    |
| 2008                 | 0          | 0          | 0          | 14                | 10                | 24                | 24    |
| Font: INE            |            |            |            |                   |                   |                   |       |